# (2908) Shimoyama
(2908) Shimoyama est un astéroïde de la ceinture principale.

## Description
(2908) Shimoyama est un astéroïde de la ceinture principale. Il fut découvert le 18 novembre 1981 à Tokai par Toshimasa Furuta. Il présente une orbite caractérisée par un demi-grand axe de 2,98 UA, une excentricité de 0,15 et une inclinaison de 13,4° par rapport à l'écliptique.

## Compléments